# Chemical Reviews
Chemical Reviews is een wetenschappelijk tijdschrift met peer review, dat wordt uitgegeven door de American Chemical Society. De naam wordt gewoonlijk afgekort tot Chem. Rev. Het tijdschrift publiceert overzichtsartikelen, kritische recensies en beoordelingen in verband met scheikunde, eerder dan fundamenteel onderzoek.
Chemical Reviews werd opgericht in 1924. In 2014 bedroeg de impactfactor van het tijdschrift 46,568 en in 2017 was dit gestegen tot 52,613. Daarmee is het een van de meest impactvolle tijdschriften in het scheikundig vakgebied.